# Triathlon en France
Le triathlon en France, dans sa version moderne, apparait en 1982 à Nice à la suite de son arrivée en Europe en 1980. Il se structure lentement autour d’événements et de clubs et sa pratique est gérée par la Fédération française de triathlon créée en 1989. Cette structure fédérale reconnue par le Ministère des sports prend la suite du CONADET, organisme associatif précurseur dans la structuration européenne de ce sport. Au gré de son évolution, il se décline en de multiples pratiques qui s'installent dans le paysage sportif français. Tout en restant en 2017 peu médiatisé, il connaît une progression constante de ses pratiquants hommes et femmes ainsi qu'une augmentation du nombre d'épreuves organisées sur le territoire. Le nombre de clubs de triathlon sous forme d'association sans but lucratif suivant cette courbe de progression et propose le plus souvent des écoles de formation destinées à des publics plus jeunes.
En dehors des championnats nationaux sur diverses distances et environnement, le triathlon en France recense plusieurs épreuves de renommées internationales sur longue distance qui attirent de nombreux triathlètes professionnels et amateurs.

## Histoire
En France, se déroulent au début du XXe siècle (entre 1902 et 1935) les premières compétitions de « triathlon ». Sur les bords de la Marne, à Joinville-le-Pont, et initié par l'École Normale de Gymnastique et des Sports de Joinville, se dispute « les Trois Sports ». Le 19 juin 1921, les archives journalistiques font apparaître une course de ce genre nouveau d'une longueur de 14 kilomètres comprenant de la course à pied, du vélo et de la natation organisée par le journal L'Auto. Le 18 juin 1922, le journal L'Auto de nouveau organise à Villennes-sur-Seine une « course des trois sports » qualifiée d'originale par Le Petit Journal au lendemain de sa réalisation. Cette compétition propose des épreuves à pied, en vélo et en natation. En 1934, une course des trois sports organisée à La Rochelle propose un des moments les plus insolites de l'année, prémices du triathlon moderne : il s'agit de traverser le chenal à la nage, soit environ 200 mètres, de parcourir dix kilomètres à bicyclette, du port de la Rochelle au parc de Laleu, quartier situé plus au nord, et enfin d'effectuer trois tours de piste en courant, soit 1 200 mètres, sur le stade André-Barbeau.
Au début des années 1939 et 1940 apparaissent à Deauville et à Poissy des triathlons appelés « Course des Débrouillards » puis « Course des touche-à-tout » qui associent selon les organisations des disciplines variées. Le manque d'ambition de ces évènements, malgré la bonne humeur, entraîne la disparition de ces épreuves.
Le triathlon moderne qui naît et se développe aux États-Unis depuis 1978, arrive en Europe et voit quelques pays européens, à compter de 1980 et 1981, mettre en place les premières épreuves, mais leurs retombées médiatiques sont quasi inexistantes. En 1982, la société d'organisation d’événement IMG, servie par de bonnes relations avec la chaîne américaine CBS (concurrente directe d'ABC), imagine et propose la création d'un nouvel événement mondial dans le triathlon qui se déroulerait en Europe. Il vise tout d'abord à établir cet événement à Monaco, souhaitant faire de cette nouvelle compétition le triathlon européen concurrent de celui d'Hawaï. Mais la mort de la Princesse Grace de Monaco en septembre 1982 ne permet plus sa réalisation dans la Principauté. Refusant d’annuler l’événement, c'est à Nice en France, que se tient le premier triathlon international longue distance d'Europe. Le triathlon de Nice qui se tient le 20 novembre 1982 voit cinquante-sept compétiteurs prendre le départ dont neuf Français et une Française, Majo Bouteleux, pour une compétition au format mal défini comportant, 1 500 mètres de natation, 100 kilomètres de cyclisme et un marathon. Les Américains Mark Allen et Lyn Brook remportent l’épreuve et deviennent les premiers triathlètes à inscrire leurs noms à son palmarès. Plongeant sans combinaison dans une mer Méditerranée à 14 °C, cette première édition voit l’abandon de dix-sept concurrents et de sept transports à l’hôpital. La presse locale (Nice Matin) et les médias, qui retracent l’événement en découvrant cette pratique sportive, n'en restent pas moins circonspects en qualifiant les triathlètes de « bêtes à nager, rouler et courir » plus que de sportifs ou encore l'émission d'Antenne 2, Les jeux du stade diffusée le 11 décembre 1982, où, à l’issue d'un reportage de 52 minutes, Jacques Belin (critique à Télérama) écrit au sujet des distances records parcourus pendant la compétition : « C’est sans doute aussi un record de mauvais goût. ».

### 1980 - 1988

#### Premières structurations et communications
Dès 1984, sous l'égide de la société de production Sportéus, la chaîne de télévision Antenne 2, tente d'organiser un semblant de circuit au travers des 17 épreuves de triathlon recensées sur le territoire national. Le calendrier qui ne suit aucune logique et les distances qui apparaissent comme parfaitement arbitraires ne relèvent que des désirs des organisateurs, guidés le plus souvent par les intérêts commerciaux que peuvent procurer ces nouveaux événements. L'étape de la Grande-Motte où doit se jouer « la finale » fait figure d'exception de par l'investissement de quelques cadres de la Fédération nationale du sport universitaire. En septembre, l’échec complet de la dernière épreuve de ce balbutiant circuit national, à cause de conditions climatiques catastrophiques qui impliquent l'annulation de l'épreuve dont la retransmission est prévue en direct, sonne comme un coup d’arrêt au développement médiatique du triathlon en France. Malgré cet échec, les acteurs de ce nouveau sport, font le choix de se rencontrer pour faire face à l'inorganisation. Le constat qu'un minimum de structure de gestion est nécessaire est établi sans difficulté. Une commission informelle d'organisation du triathlon se met en œuvre pour proposer un calendrier des compétitions cohérent, des modalités de classement qui unifient un minimum le circuit qui est doté également de règles médicales et sportives. En septembre la décision de créer une association loi de 1901, le « Comité national pour le développement du triathlon » (CONADET) dont le but est double, organiser et promouvoir le sport sur le territoire et préparer l’avènement d'une fédération nationale dédiée au triathlon. L'assemblée générale constitutive de l'association se déroule, 20 et 21 octobre 1984 aux Muraux, Gilles Petit qui appartient au journal L’Équipe est élu président, le siège de l'association est situé à l'école EDF-GDF des Mureaux, l'agrément préfectoral est daté du 14 décembre 1984 et la parution au Journal Officiel en date du 2 janvier 1985.
À partir de 1985, le CONADET catégorise les épreuves selon différentes distances. La catégorie A, de 1 à 1,5 kilomètre de natation, 40 à 60 de vélo et 10 à 16 kilomètres de course à pied. La catégorie B, comprise entre 1,5 à 2 kilomètres de natation, 60 à 100 de vélo, 16 à 28 de course à pied et la catégorie C entre 2 et 3 km de natation, 100 à 120 de vélo, 30 à 42,195 km de course à pied. Fin 1985, le CONADET met en place le « triathlon de promotion » sur une distance de 500 à 600 mètres de natation, 15 à 20 kilomètres de vélo et 4 à 5 de course à pied. Cette version courte distance, accessible et ludique connait rapidement un réel succès. Ces catégories sont renommées et affinées entre 1986 et 1989 dans la perspective d'une épreuve de démonstration aux Jeux olympiques de Barcelone, elles prennent les noms de « triathlon promotion », « triathlon sprint », « triathlon distance olympique », « triathlon moyenne distance », « triathlon longue distance ». La terminologie utilisée par la Fédération européenne de triathlon qui use pendant un temps de l'unité de distance ironman, rejoint dès 1986 la terminologie française.
Les catégories d'âge au nombre de trois en 1985, espoir, senior et vétéran, sont remaniées à la suite du rapprochement du CONADET avec l'Union nationale du sport scolaire qui inscrit le sport dans son programme sportif. Une catégorie « triathlon scolaire et promotion » fait son apparition, elle est remplacée en 1987 par deux catégories spécifiques aux jeunes pratiquants, minimes et cadets. La catégorie vétéran est scindée en V1 pour les 40-44 ans et V2 pour les 45 ans et plus. En 1988, la catégorie senior est divisée en quatre sous-groupes et la catégorie vétéran s'étendent jusqu'à V7, les changements s'opérant par période de cinq années.
Pratique nouvelle, les premiers encadrements voient le jour en 1985 et 1986. La mise en œuvre d'une licence se fait en 1985, dont le premier numéro est affecté au président d'honneur du CONADET, Gérard Langlet. Rédigé manuellement, le délai de délivrance est assez long, il en est décompté 3 937 pour l'année 1985. La création d'une première réglementation arbitrale cette même année avec l’apparition des cartons jaunes et rouges, des formations de commissaires certifiés qui attirent toutefois peu de bénévoles et qui restent insuffisants pour contrôler les courses à cette époque. La régionalisation des ligues de triathlon qui s'achève en 1988 permet une large amélioration de ce système de commissariat et de contrôle, prémices de la future Direction nationale de réglementation et de l'arbitrage de la future fédération. La création en 1986 d'un diplôme d'entraîneur de triathlon scindé en deux niveaux, régional et national, complète ces débuts d'encadrement.
La communication autour de ce nouveau sport reste très faible, hormis Triathlète magazine créé en 1985 sur lequel le CONADET communique périodiquement à partir d'avril-mai 1986, pour faire connaître des dispositions réglementaires liées au triathlon. En 1986, un essai de plaquette assez complète autour de la naissante histoire du sport et de sa structuration est faite par le Winning Club à destination des organes institutionnels, mais le constat de déficience de communication générale est fait par la présidence du CONADET en février 1987. En avril 1987, le nouveau président Jean Cote relance la volonté d'un forte communication en nouant un partenariat avec l'agence Claude Michy manager qui est remplacée rapidement par l'agence De Papé conseil. La progression de la communication externe ne pallie pas le manque de communication interne qui reste à cette époque largement insuffisante faute de moyens financiers.

#### Premières saisons sportives
Malgré l'accueil médiatique mitigé fait au triathlon en général, 1983 voit les premières épreuves amateures s'organiser dans le sud de la France, à Hyères et  La Grande-Motte, mais également dans le nord sous l'impulsion de Georges Belaubre qui crée le premier triathlon d'Île-de-France à Saint-Germain-en-Laye. Ils sont neuf à prendre le départ le 8 mai 1983, pour une course de 800 mètres de natation, 50 kilomètres de vélo et un peu plus de 20 kilomètres de course à pied. En septembre 1983, le triathlon de la Grande-Motte réunit 83 triathlètes dont 68 sont classés. Le classement empirique ne fait état ni des prénoms, ni des sexes des compétiteurs. À cette époque apparaît aussi le premier club de triathlon de France, Les milles pattes à Grenoble à l'initiative d'un sportif, Jean Luc Capogna et d'un universitaire Alain Novella.
En 1984 apparaît en août à Embrun dans les Hautes-Alpes, sur une idée de Jean François Bonnet, une épreuve de triathlon sans autre ambition à l'origine que de mettre en lumière ce nouveau sport, la ville d'Embrun et l'environnement montagnard. Le triathlon de Nice tenant pour sa part sa 3e édition et confirme la domination américaine de cette époque sur l’épreuve française.
En mai 1985, le premier triathlon d'Avignon reçoit les élites internationales comme Mark Allen, Julie Moss, Scott Tinley et Yves Cordier. Juin 1985, voit la naissance d'un triathlon à Marseille qui apporte une consécration à Yves Cordier qui l'emporte avec une large avance sur Georges Belaubre. En septembre 1986, le premier triathlon de Paris voit le jour, organisé par le CONADET et la société Sport Leader, il connait un vif succès, le nombre de demandes d'inscription dépasse la capacité du parc vélo, de nombreux triathlètes ne peuvent y prendre part. En 1987, Marseille reçoit les championnats d'Europe de triathlon catégorie A, les Français Philippe Méthion et Chantal Malherbe montent sur la seconde et troisième place des podiums.
Entre 1985 où le CONADET recense 60 épreuves toutes catégories confondues et 1988, peu avant sa transformation en fédération, c'est 295 épreuves qui sont organisés sur le territoire et qui implantent durablement ce sport en France. À partir des épreuves existantes, des classifications sont effectués pour octroyer des titres nationaux, selon un calcul complexe, pour les catégories hommes et femmes. Titre de champion et championne de France dont le caractère n'est pas encore réglementairement officiel. En 1987, une nouvelle dimension est mise en œuvre autour des clubs de triathlon qui ont connu un certain essor entre 1985 et 1988, passant de 66 à 331. De nouveau, un calcul complexe d'attribution de points est imaginé pour attribuer un titre national.

### 1989 - 1992

#### Fédération et évolutions
À la suite d'une longue maturation institutionnelle et sportive, le CONADET se dissout au profit de la Fédération française de triathlon (FFtri) qui naît officiellement le 21 octobre 1989. Dès cette date, le triathlon est placé sous sa direction sur l'ensemble du territoire français, métropole et outre-mer. Les dix années qui suivent cette création sont ponctuées de succès sportifs et d'un fort développement du triathlon en France, mais aussi de difficultés financières et réglementaires qui temporise la stabilisation de l'organisation territoriale.
Si la situation financière compromise de la naissante fédération française occupe l'organisation interne dans ces premières années d'existence, les clubs de triathlon français continuent leur progression. Ils organisent de nombreuses compétitions et augmentent régulièrement le nombre de licenciés pratiquants. En 1990 la barre des 10 000 licenciés est franchie réparties dans 407 clubs qui organisent plus de 470 compétitions. D'autre part l'influence de la France au sein de la Fédération internationale de triathlon reste forte avec plusieurs représentants dans l'ensemble des instances internationales.
En 1990, le constat est fait sur le système complexe de points mis en œuvre pour l'attribution des titres nationaux par le CONADET dans les années précédentes. Assorti de nombreuses imperfections et devenu obsolète, il ne correspond plus à l'évolution rapide que connaît le sport avec la création de la coupe du monde de triathlon notamment. Le déroulement des épreuves au cours desquelles la triche et le drafting sont rarement sanctionnés, la professionnalisation des élites non reconnue et un défaut d'ouverture vers les populations plus diverses poussent aussi les autorités fédérales à s'adapter rapidement à une évolution qui a créé un vaste décalage entre la fédération et la base des pratiquants et des clubs.
1991, voient les premières évolutions se mettre en place. La première consiste à attribuer le titre de champion de France sur une seule épreuve, en 1992 les championnats moyennes et longues distances sont également attribués sur une seule épreuve. Un championnat de France sur distance sprint est créé, toujours sur une épreuve unique. Enfin la suppression définitive des appellations de distance A, B et C est actée, pour être remplacées par les dénominations internationales, distance olympique ou courte distance, moyenne distance et longue distance.
Cette année voit également le duathlon rejoindre la gestion fédérale française et les ultra-distances qui commencent à être médiatisées font planer sur le triathlon une image d'efforts extrêmes qui interroge les instances internationales. La fédération internationale pour des questions de communication refuse de les reconnaître, dès lors, il en est de même pour la fédération française. Si les demandes de diplôme d'entraîneur et d'animateur de triathlon connaissent un vrai engouement, la filière de formation sportive n'est pas encore clarifiée par l’État et le « Brevet de qualification de triathlon » n'est pas accrédité lors de sa présentation. En 1992, au vu des nombreux accidents en course la fédération rend obligatoire le port du casque à coque rigide sur la partie vélo, nouvelle règle qui est assez bien acceptée par les triathlètes malgré des difficultés de mise en place dues au manque de communication.
La mise en place d'une filière de haut niveau en 1991 et 1992 sous la houlette de Bernard Pagès et malgré le manque de moyens voit le jour. Plusieurs ateliers sont activés autour du suivi socio-professionnel des triathlètes choisis, stages d'entraînement, regroupement, amorce d'un centre national d'entraînement permettent la création d'une première équipe de France de triathlon qui génère une véritable structure de haut niveau dans ce sport.

#### Saisons sportives
En 1989, le système d'attribution de point complexe pour l’attribution de titre largement critiqué par les triathlètes, détourne une partie d'entre eux pour des circuits plus clairs et mieux organisés. En 1989, la ville de Cannes dans les Alpes-Maritimes inaugure son premier triathlon longue distance, le départ se fait sur les Îles de Lérins. Les triathlètes doivent rejoindre la cote à trois kilomètres de distance. Simon Lessing futur premier champion olympique remporte l'épreuve pour sa première participation à une épreuve longue distance.
Le point principal de la saison international 1989 se tient le 6 août à Avignon qui accueille les premiers championnats du monde de triathlon catégorie A (distance olympique ou M). Pour cette première mondiale organisée par la naissante Fédération internationale de triathlon en collaboration avec la fédération française, les moyens mis en œuvre sont exceptionnels. Ils mobilisent des ressources humaines et financières hors du commun pour ce premier championnat. 700 bénévoles, 500 policiers, 190 personnels médical, 110 journalistes, sept chaines de télévision et 30 000 spectateurs accompagnent et encadrent les 750 triathlètes dont 161 élites représentant 38 pays différents prennent le départ de la course, pour le premier titre mondial sur la distance. L'Américain Mark Allen surclasse ces adversaires dans la partie course à pied et termine le parcours sans être inquiété, conscient d'être le premier champion du monde de triathlon. Chez les femmes l'Australienne Erin Baker sortie en tête de la partie natation, dans une course où elle n'est assurée de la victoire qu'à quelques centaines de mètres de l’arrivée, entre dans l'histoire comme première championne en titre de la catégorie.
Le championnat de France de triathlon, nouvelle version se déroule à Versailles le 29 juin 1991. La confrontation directe entre les élites françaises attire tous les compétiteurs de renom de l'époque. Ce premier titre direct se joue entre Yves Cordier et Philippe Méthion qui luttent âprement pour la victoire. Cette dernière revient à Phillipe Méthion qui l'emporte sur une accélération durant la course à pied. Chez les femmes, Isabelle Mouthon surclasse ses concurrentes et remporte la course devant sa sœur Béatrice Mouthon.
Le 22 août 1992, à Fécamp, se déroule la première édition d'un championnat de France courte distance dédiée à la catégorie junior, la distance olympique est utilisée pour la seule fois cette année, elle passe à la distance sprint les années suivantes. Arcachon accueille le 15 août 1992, les championnats de France moyenne et longue distance qui à l'instar du courte distance s'attribuent sur une confrontation unique et directe. La coupe de France des clubs de triathlon, connaît cette année une nouvelle forme, elle se déroule pour la première fois en contre-la-montre par équipe. Ce procédé qui propose un travail d'équipe est vécu aussi comme une atteinte au principe de la discipline qui est née comme un sport et un effort individuel.

### 1993 - 1997

#### Problèmes financiers et grands projets
En 1993, la fédération française poursuit sa structuration, mais affiche encore un déficit important et doit faire des choix de restrictions financières. Elle annule les championnats du monde de duathlon courte distance, ceux-ci étant prévus à l'origine à Paris. L'annulation de l'épreuve et son transfert à Dallas aux États-Unis prive l'équipe de France de représentation et pénalise le duathlon français. Les problèmes financiers ne ralentissent pas pour autant le travail de réglementation. Un code du triathlon et du duathlon qui rappelle aux compétiteurs les règles de courses et les comportements à tenir durant les épreuves est édité. La gestion de l'arbitrage est régionalisée et sa prise en charge financière est transférée au club organisateur, qui conteste toutefois cette charge supplémentaire. La boucle de pénalité est testée en août 1993 lors de la coupe de France des ligues, et la prison (pénality box) à Paris en septembre.

## Fédération française
Entre 1984 et 1989, le CONADET s'applique à obtenir l'objectif défini et inscrit dans son objet associatif : se transformer en fédération française sportive. Le 21 octobre 1989 s'ouvre l'assemblée générale extraordinaire du CONADET avec l'ensemble de ses membres, deux représentants du ministère des sports, deux du CNOSF et un de chacune des fédérations associées. La transformation en « Fédération française de triathlon » (FFTri) est officialisée et vingt-trois membres sont élus, auxquels il faut ajouter les quatre sièges des fédérations et celui du CNOSF pour obtenir le premier comité directeur de la FFTri, qui compte donc au total vingt-huit membres.

## Pratiques dérivées et connexes
Le 1er mars 1994, la fédération française intègre dans sa gestion, le duathlon et propose dans les années qui suivent des compétitions et des championnats nationaux dédiés à cette pratique.
En 2006 lors de son assemblée générale, la fédération rajoute à son intitulé d'origine la mention « et des disciplines enchainées », au regard de certaines activités de sport de pleine nature dont elle a également la gestion par décret ministériel.
En 2009, le ministère des Sports accorde la délégation de l'aquathlon à la fédération mais aussi de manière plus inattendue, celle du run and bike, des championnats de France sont dès lors organisés pour ces pratiques, .
En 2015, sous l’égide du Ministère, une conférence de travail sur un accord d'intégration de la « Fédération des raids multisports de nature » crée en 2009 (FRMN) est mis en œuvre. À l'issue de ces rencontres un accord d'intégration pour l’année 2016 sert de test, au terme duquel la période s’avérant concluante en termes d'évolution, il est renouvelé pour une période de quatre années à compter de janvier 2017.
L’arrêté portant intégration des raids natures qui intègre également le Swimrun dans la fédération est promulgué le 31 décembre 2016, à ces pratiques le ministère octroie également la gestion du triathlon et du duathlon pour les personnes en situation de handicap, le paratriathlon et le paraduathlon.

## Évolution des clubs et pratiquants
Le nombre de triathlètes licenciés en France a plus que doublé en dix années. Entre 2004 et 2014, ils passent selon les données de la fédération française de 20 000 à 46 700 et la proportion de triathlètes féminines progresse de 19,71 % à 24,07 % des effectifs sportifs. Le nombre de licences journalières qui prennent le nom de « Pass Compétition » augmente sur la même période de 41 % pour s'établir à 59 571 en 2013.
Ce tableau présente l'évolution du triathlon en France,.
| Année                         | 1985  | 1990   | 2003   | 2004   | 2005   | 2006   | 2007   | 2008   | 2009   | 2010   | 2011   | 2012   | 2013    | 2014    |
| Épreuves                      | 80    | 471    | 999    | 1 036  | 1 005  | 1 048  | 1 169  | 1 300  | 1 392  | 1 590  | 1 669  | 1 712  | 1 744   | 1 844   |
| Pratiquants                   |       |        | 44 000 | 45 000 | 46 000 | 49 000 | 52 000 | 55 000 | 60 000 | 67 000 | 80 000 | 87 000 | 100 000 | 100 000 |
|                               |       |        |        |        |        |        |        |        |        |        |        |        |         |         |
| Clubs                         | 66    | 407    | 508    | 522    | 530    | 554    | 575    | 602    | 614    | 647    | 672    | 688    | 725     | 758     |
| Licenciés                     | 3 937 | 10 185 | 19 398 | 20 000 | 22 500 | 24 500 | 25 000 | 27 500 | 30 000 | 32 014 | 34 891 | 37 567 | 42 670  | 46 720  |
| Dont licenciées               |       |        |        | 3 943  | 4 261  | 4 796  | 5 221  | 5 896  | 6 045  | 7 202  | 7 618  | 8 163  | 9 791   | 11 246  |
| Dont licenciés paratriathlon, |       |        |        |        |        |        |        |        | 49     | 57     | 75     | 112    | 94      | 98      |

## Championnats et compétitions nationales
Depuis la création du CONADET et sa mutation en fédération en 1989, les instances nationales n'ont cessé d'ajouter et d'organiser un ensemble de rencontres sportives qui décernent les titres de champion de France dans le triathlon et l'ensemble de ses dérivés, tel le duathlon, l'aquathlon, ou le paratriathlon. En 2017, le calendrier fédéral français propose les compétitions et octroie les titres principaux suivants :
- Championnats de France de triathlon courte distance
- Championnats de France de triathlon longue distance
- Championnats de France de triathlon cross
- Championnats de France de paratriathlon
- Grand Prix de triathlon[n 5]
- Grand Prix de duathlon[n 5]
- Coupe de France des clubs de triathlon et de duathlon
- Championnats de France de duathlon courte distance
- Championnats de France de duathlon longue distance
- Championnats de France d'aquathlon

Les compétitions sur longues distances de niveau international font aussi partie des évènements majeurs qui animent le triathlon en France. Elles continuent d'attirer de nombreux compétiteurs français et étrangers, les nouveaux événements sont promus principalement par la marque Ironman depuis 2005.
- Ironman France (1982 et 2005)
- Embrunman (1984)
- Triathlon de Gérardmer (1988)
- Triathlon Alpe d'Huez (2006)
- Ironman 70.3 Pays d'Aix (2011)
- Chtriman (2012)
- Ironman Vichy (2015)
- Ironman 70.3 Vichy (2015)
- Ironman 70.3 Nice (2018)